# Hoa hậu ảnh
Hoa hậu ảnh là một phần thi gần như không thể thiếu trong các cuộc thi hoa hậu.
Các thí sinh dự thi sẽ được các nhiếp ảnh gia của Ban tổ chức thực hiện ghi hình trong studio hoặc bên ngoài thiên nhiên. Những hình ảnh đẹp về các thí sinh sẽ là nguồn tư liệu cung cấp cho báo chí, truyền thông đồng thời là căn cứ để Ban giám khảo cuộc thi chấm điểm, xem xét người đoạt danh hiệu Hoa hậu Ảnh.
Thông thường, sự lựa chọn danh hiệu Hoa hậu Ảnh của ban giám khảo sẽ có sự tư vấn của các nhiếp ảnh gia, phóng viên ghi hình chuyên nghiệp.
Người đoạt danh hiệu Hoa hậu Ảnh thường là thí sinh có phong thái chụp hình ấn tượng, nụ cười đẹp và "ăn ảnh", có "thần thái" hơn các thí sinh khác khi vào hình. Ngoài ra, người đẹp đó phải ăn ảnh trong nhiều góc độ chụp, nhiều tư thế chụp và địa điểm chụp khác nhau.
Để đạt thành tích cao trong phần thi Hoa hậu Ảnh, thí sinh ngoài vẻ đẹp tự nhiên cần phải tập luyện phong thái, cách tạo dáng, cách thể hiện xúc cảm khuôn mặt và một tâm lý "sẵn sàng" cho phóng viên ghi hình kể cả khi bất ngờ. Ngoài ra, trang điểm, trang phục nổi bật và hợp lý với ánh sáng, thời tiết, không gian cũng đóng vai trò quan trọng.
Tại nhiều cuộc thi hoa hậu, danh hiệu Hoa hậu Ảnh đảm bảo một suất lọt vào top bán kết cuộc thi.